# Йиепера (Антсла)
Йиепера (ест. Jõepera, виро Iiperä) — село в Естонії, входить до складу волості Антсла, повіту Вирумаа.